# Marija (žena Boleslava Kodravega)
Marija je bila kot žena Boleslava IV. Kodravega vojvodinja Seniorata in Sandomirja in velika vojvodinja Poljske, * ok. 1140, † po 1173.
Večina virov omenja, da so njeni starši neznani. Nekaj avtorjev je prepričanih, da je bila hčerka velikega kijevskega kneza Rostislava I. Mstislaviča.

## Življenje
Natančen datum njene poroke z Boleslavom Kodravim ni znan. Boleslavova prva žena  Vjačeslava Novgorodska je umrla okoli leta 1160, zato se predpostavlja, da sta se poročila nekje med letoma 1160 in 1165.
O Marijinem življenju ni nič znanega. Omenjena je le v listini z dne 31. decembra 1167, s katero je krakovski kapitelj dobil dve vasi. 
Starejši  viri  so domnevali, da je bila mati Boleslavovega mlajšega sina Lešeka.   Po odkritju kovancev, na katerih je Lešek imenovan sin Anastazije (latinski ali grški ekvivalent imena Vjačeslava), se je domneva izkazala za netočno.
Znana nista tudi datum njene smrti in kraj pokopa.  Nekateri viri domnevajo, da je preživela svojega moža, ki je umrl leta 1173, in bila pokopana verjetno v stolnici v Płocku.